# Weisz József (dobos)
Minden jazzegyüttes annyit ér, amennyit a dobosa ér.
Weisz „Api” József (Halmi, 1910. november 2. – Ágfalva, 1944. október 15.) jazzdobos, vibrafon- és marimbajátékos, a magyar könnyűzene-történet kiemelkedő alakja. Árpád személyneve téves.

## Életútja
Kárpátalján született egy vendéglős családban. Apja, Weisz Ignác 1934–35-ben az Aranybika szálló éttermét vezette Debrecenben. Édesanyja, Neufeld Hermina táncosnő volt, többek között az Arizona mulatóban.
Szülei zongorázni taníttatták, de hamar az ütőhangszerek felé fordult.
Szinte még gyerekként szerződött a „Duschanetz” zenekarhoz, később a legtöbb előkelő budapesti szállodában, éttermemben, és bárban szerepelt.
Virtuóz képességeinek köszönhetően sokat foglalkoztatták Magyarországon és külföldön is. Népszerű filmekben is nem egyszer szerepelt. Az amerikai „Leedy hangszergyár” reklámembere lett és minden évben kapott tőlük egy dobfelszerelést. 
Itthon leginkább Orlay Jenő zenekarában játszott. 1939. március 30-án Budapesten, az Erzsébetvárosban házasságot kötött Száraz Gizellával. A Moulin Rouge-ból vitték el 1942-ben munkaszolgálatra, ahonnan már nem tért haza. Feltehetően flektífusz végzett vele.
A Ceglédi dobmúzeum személyes tárgyait és dobfelszerelését is őrzi.
Weisz Api volt a legjobb magyar dobos. Ma is az. Technikában sokkal erősebb mint én. Mikor meghallottam, majd belebolondultam.
A németek tudták, hogy kit vittek be. Több alkalommal kihozták a táborból és filmzenéket csináltak vele. A felvételeket egy német zenekarral készítették. Apukámnak bajuszt ragasztottak, hogy ne ismerjék fel, hogy Weisz Api dobol.